# Amadou Traoré
Amadou Traoré (ur. 7 marca 2002 w Paryżu) – francuski piłkarz występujący na pozycji napastnika w klubie Girondins Bordeaux. Ma również obywatelstwo gwinejskie.

## Kariera juniorska
Trenował w klubach Paris FC (2008–2015) i Girondins Bordeaux (2015–2019).

## Kariera klubowa
W 2018 po raz pierwszy zagrał w rezerwach Bordeaux, a 1 stycznia 2019 przeszedł do nich na stałe. Grał w drugiej drużynie do 2020 roku. 25 października 2020 zadebiutował w pierwszym zespole – miało to miejsce w wygranym 2:0 ligowym meczu przeciwko Nîmes Olympique. Do 5 stycznia 2022 roku rozegrał 23 mecze (20 ligowych) i dwa razy asystował (jeden raz w lidze).

### Statystyki
Stan na 5 stycznia 2021
| Sezon   | Klub                 | Kraj    | Rozgrywki              | Mecze | Gole |
| ------- | -------------------- | ------- | ---------------------- | ----- | ---- |
| 2018/19 | Girondins Bordeaux B | Francja | Championnat National 2 | 6     | 0    |
| 2019/20 | Girondins Bordeaux B | Francja | Championnat National 3 | 17    | 7    |
| 2020/21 | Girondins Bordeaux B | Francja | Championnat National 3 | 2     | 0    |
| 2020/21 | Girondins Bordeaux   | Francja | Ligue 1                | 19    | 0    |
| 2021/22 | Girondins Bordeaux   | Francja | Ligue 1                | 1     | 0    |

## Kariera reprezentacyjna
Występował w młodzieżowych reprezentacjach Francji.